# Digital Humanities conference
La conférence sur les humanités numériques est une conférence universitaire dans le domaine des humanités numériques. Elle est organisée par l'Alliance of Digital Humanities Organizations et se tient chaque année depuis 1989. 

## L'histoire
La première conférence conjointe a eu lieu en 1989, à l'Université de Toronto -mais qui a été la 16e réunion annuelle de CLRA, et la neuvième réunion annuelle de l' ACH parrainé par la Conférence internationale sur l' informatique et les sciences humaines (CIISCH). 
La chronique de l'enseignement supérieur a qualifié la conférence de "très compétitive" mais "digne de l'admission", l'accent étant mis par ses participants sur les meilleures pratiques sur la communauté intellectuelle qu'il a favorisé et la tendance de ses organisateurs à parrainer la participation de carrière précoce de chercheurs (d'autant plus important compte tenu du coût relatif de leur participation, par rapport à d’autres conférences universitaires). 
Une analyse des résumés des conférences des Humanités Numériques entre 2004 et 2014 met en évidence certaines tendances manifestes dans l’évolution de la conférence (telles que le taux croissant de nouveaux auteurs entrant dans le domaine et la prédominance toujours disproportionnée des auteurs d’Amérique du Nord représentés dans les résumés). Une étude approfondie (2000-2015) offre un engagement féministe et critique des conférences Humanités Numériques avec des solutions pour une culture plus inclusive. Scott Weingart a également publié sur son blog des analyses détaillées des soumissions aux Humanités Numérique en 2013, 2014, 2015 et 2016.

## Les conférences
| Année | Location                                                                    | Liens     | Observations         |
| ----- | --------------------------------------------------------------------------- | --------- | -------------------- |
| 1990  | Université de Siegen, Allemagne                                             | programme | 4–9 juin             |
| 1991  | Université d'État de l'Arizona, Tempe, Arizona, États-Unis                  | programme | 17–21 mars           |
| 1992  | Université d'Oxford, Oxford, Angleterre                                     | programme | 5–9 avril            |
| 1993  | Université de Georgetown, Washington DC, États-Unis                         | programme | 16–19 juin           |
| 1994  | Sorbonne, Paris, France                                                     | programme | 19–23 avril          |
| 1995  | Université de Californie, Santa Barbara, Californie, États-Unis             | programme | 11–15 juillet        |
| 1996  | Université de Bergen, Norvège                                               | site web  | 25–29 juin           |
| 1997  | Université Queen's, Kingston, Ontario, Canada                               | site web  | 3–7 juin             |
| 1998  | Université de Debrecen, Debrecen, Hongrie                                   | site web  | 5–10 juillet         |
| 1999  | Université de Virginie, Charlottesville, Virginie, États-Unis               | site web  | 9–13 juin            |
| 2000  | Université de Glasgow, Scotland, Royaume-Uni                                | site web  | 21–25 juillet        |
| 2001  | Université de New York, États-Unis                                          | site web  | 13–16 juin           |
| 2002  | Université Eberhard Karl de Tübingen, Allemagne                             | site web  | 23–28 juillet        |
| 2003  | Université de Géorgie, Athens, Georgia, États-Unis                          | site web  | 29 mai - June 2 juin |
| 2004  | Université de Göteborg, Suède                                               | site web  | 11–16 juin           |
| 2005  | Université de Victoria, Columbie Britannique, Canada                        | site web  | 15 - 18 juin         |
| 2006  | Sorbonne, Paris, France                                                     | site web  | 5–9 juin             |
| 2007  | Université de l'Illinois, Urbana, Illinois, États-Unis                      | site web  | 2–8 juin             |
| 2008  | Université d'Oulu, Finlande                                                 | site web  | 25–29 juin           |
| 2009  | Université du Maryland, College Park, Maryland, États-Unis                  | site web  | 20–25 juin           |
| 2010  | King's College de Londres, Royaume-Uni                                      | site web  | 7–10 juillet         |
| 2011  | Université Stanford, California, États-Unis                                 | site web  | 19–22 juillet        |
| 2012  | Université de Hambourg, Allemagne                                           | site web  | 16–22 juillet        |
| 2013  | Université du Nebraska à Lincoln, États-Unis                                | site web  | 16–19 juillet        |
| 2014  | Université de Lausanne et EPFL, Switzerland                                 | site web  | 8-12 juillet         |
| 2015  | Université occidentale de Sydney, Australie                                 | site web  | 29 juin - 3 juillet  |
| 2016  | Université Jagellonne et Université de pédagogie de Cracovie, Pologne       | site web  | 10-16 juillet        |
| 2017  | Université McGill et l'Université de Montréal, Canada                       | site web  | 1-4 août             |
| 2018  | El Colegio de México, UNAM, et Red de Humanidades Digitales (RedHD), Mexico | site web  | 24 juin- 1er juillet |
| 2019  | Université d'Utrecht, Pays-Bas                                              | site web  | 9-12 juillet         |
| 2020  | Université Carleton et Université d'Ottawa, Canada                          |           | 22-24 juillet        |
| 2021  | Université de Tokyo, Japan                                                  |           | 23-28 août           |